# Olympische Sommerspiele 1952/Teilnehmer (Rumänien)
| Gelbes Symbol für Goldmedaillen mit stilisierten Olympischen Ringen | Graues Symbol für Silbermedaillen mit stilisierten Olympischen Ringen | Braundes Symbol für Bronzemedaillen mit stilisierten Olympischen Ringen |
| ------------------------------------------------------------------- | --------------------------------------------------------------------- | ----------------------------------------------------------------------- |
| 1                                                                   | 1                                                                     | 2                                                                       |

Rumänien nahm an den Olympischen Sommerspielen 1952 in der finnischen Hauptstadt Helsinki mit 114 vom Comitetul Olimpic și Sportiv Român (COSR) nominierten Athleten, 11 Frauen und 103 Männern, an 67 Wettkämpfen in 14 Sportarten teil.
Seit 1900 war es die fünfte Teilnahme eines rumänischen Teams an Olympischen Sommerspielen.
Jüngster Teilnehmer war der 18-jährige Turner Stela Perin, ältester Teilnehmer der 45-jährige Fechter Nicolae Marinescu.

## Flaggenträger
Der Leichtathlet Dumitru Paraschivescu trug die Flagge Rumäniens während der Eröffnungsfeier im Olympiastadion.

## Medaillengewinner
Mit einer gewonnenen Gold-, einer Silber- und zwei Bronzemedaillen belegte das rumänische Team Platz 23 im Medaillenspiegel.

### Gold
| Name        | Sportart | Wettkampf            |
| ----------- | -------- | -------------------- |
| Iosif Sîrbu | Schießen | Kleinkaliber liegend |

### Silber
| Name        | Sportart | Wettkampf     |
| ----------- | -------- | ------------- |
| Vasile Tiță | Boxen    | Mittelgewicht |

### Bronze
| Name                  | Sportart | Wettkampf           |
| --------------------- | -------- | ------------------- |
| Gheorghe Fiat         | Boxen    | Leichtgewicht       |
| Gheorghe Lichiardopol | Schießen | Schnellfeuerpistole |

## Teilnehmer nach Sportarten

### Basketball
- Cornel Călugăreanu, Gheorghe Constantinide, Grigore Costescu, Andrei Folbert, Ladislau Mokos, Liviu Naghy, Mihai Nedef, Cezar Niculescu, Dan Niculescu, Adrian Petroșanu, Vasile Popescu und Emanoil Răducanu
Qualifikationsrunde, Gruppe C: zwei Niederlagen, nicht für die Hauptrunde qualifiziert, Rang 17
51:72 (21:28)-Niederlage gegen  Kanada
39:53 (26:19)-Niederlage gegen  Italien

### Boxen
Fliegengewicht (bis 51 kg)
- Mircea Dobrescu
1. Runde: 2:1-Sieg gegen Yoshitaro Nagata aus Japan
2. Runde: 3:0-Sieg gegen Roland Johansson aus Schweden
3. Runde: 1:2-Niederlage gegen den US-Amerikaner Nathan Brooks

Bantamgewicht (bis 54 kg)
- Ion Zlătaru
1. Runde: Sieg durch Disqualifikation des Gegners, Antoine Martin aus Frankreich
2. Runde: 1:2-Niederlage gegen den Südafrikaner Helmuth von Gravenitz

Federgewicht (bis 57 kg)
- Gheorghe Ilie
1. Runde: 3:0-Sieg gegen Percival Lewis aus Großbritannien
2. Runde: 0:3-Niederlage gegen den US-Amerikaner Edson Brown

Leichtgewicht (bis 60 kg)
- Gheorghe Fiat
1. Runde: 3:0-Sieg gegen Abdel Hamid El-Hamaky aus Ägypten
2. Runde: 3:0-Sieg gegen Kevin Martin aus Irland
3. Runde: 2:1-Sieg gegen Americo Bonetti aus Argentinien
Halbfinale: Niederlage (walkover) gegen den Polen Aleksy Antkiewicz, Rang 3

Halbweltergewicht (bis 63,5 kg)
- Ferencz Ambruș
1. Runde: 3:0-Sieg gegen Hans Valdemar Pedersen aus Dänemark
2. Runde: Niederlage gegen Viktor Mednov aus der Sowjetunion

Weltergewicht (bis 67 kg)
- Nicolae Linca
1. Runde: 3:0-Sieg gegen Sergio Gascue aus Venezuela
2. Runde: Niederlage durch technische K. o. in der ersten Runde gegen Günther Heidemann aus der Bundesrepublik Deutschland

Halbmittelgewicht (bis 71 kg)
- Neacșu Șerbu
1. Runde: 0:3-Niederlage gegen Pentti Olavi Kontula aus Finnland

Mittelgewicht (bis 75 kg)
- Vasile Tiță
1. Runde: Sieg durch Disqualifikation des Gegners, William Bernard Tynan Duggan aus Irland, in der dritten Runde
2. Runde: Sieg durch Disqualifikation des Gegners, Nelson de Paula Andrade aus Brasilien, in der zweiten Runde
3. Runde: Sieg durch technischen K. o. in der dritten Runde gegen den Italiener Valter Sentimenti
Halbfinale: 3:0-Sieg gegen Boris Nikolov aus Bulgarien
Finale: Niederlage durch K. o. in der ersten Runde gegen den US-Amerikaner Floyd Patterson, Rang 2

Halbschwergewicht (bis 81 kg)
- Dumitru Ciobotaru
1. Runde: Freilos
2. Runde: 1:2-Niederlage gegen Harri Siljander aus Finnland

Schwergewicht (über 81 kg)
- Geza Furetz
1. Runde: 0:3-Niederlage gegen Tomislav Krizmanić aus Jugoslawien

### Fechten
Florett Einzel
- Vasile Chelaru
1. Runde, Gruppe 1: mit vier Siegen (Rang 1) für die 2. Runde qualifiziert
2. Runde, Gruppe 5: mit zwei Siegen (Rang 5) nicht für die Halbfinalkämpfe qualifiziert

- Nicolae Marinescu
1. Runde, Gruppe 3: mit drei Siegen (Rang 2) für die 2. Runde qualifiziert
2. Runde, Gruppe 3: ohne Sieg (Rang 7) nicht für die Halbfinalkämpfe qualifiziert

- Andrei Vîlcea
1. Runde, Gruppe 6: mit drei Siegen (Rang 4) für die 2. Runde qualifiziert
2. Runde, Gruppe 5: mit einem Sieg (Rang 7) nicht für die Halbfinalkämpfe qualifiziert

Florett Mannschaft
- Andrei Vîlcea, Ilie Tudor, Nicolae Marinescu und Vasile Chelaru
1. Runde, Gruppe 5: mit zwei Niederlagen (Rang 3) nicht für die 2. Runde qualifiziert
6:10-Niederlage gegen die  BR Deutschland / Andrei Vîlcea (1), Ilie Tudor (1), Nicolae Marinescu (1), Vasile Chelaru (3)
7:9-Niederlage gegen die  Vereinigten Staaten / Andrei Vîlcea (3), Ilie Tudor (2), Nicolae Marinescu (1), Vasile Chelaru (1)

Degen Einzel
- Vasile Chelaru
1. Runde, Gruppe 3: mit drei Siegen (Rang 6) nicht für die 2. Runde qualifiziert

- Nicolae Marinescu
1. Runde, Gruppe 8: mit fünf Siegen (Rang 1) für die 2. Runde qualifiziert
2. Runde, Gruppe 1: mit drei Siegen (Rang 7) nicht für die Halbfinalkämpfe qualifiziert

- Zoltan Uray
1. Runde, Gruppe 4: mit einem Sieg (Rang 7) nicht für die 2. Runde qualifiziert

Säbel Einzel
- Ion Santo
1. Runde, Gruppe 1: mit vier Siegen (Rang 4) für die 2. Runde qualifiziert
2. Runde, Gruppe 4: ohne Sieg (Rang 7) nicht für die Halbfinalkämpfe qualifiziert

- Adalbert Gurath
1. Runde, Gruppe 3: mit vier Siegen (Rang 4) für die 2. Runde qualifiziert
2. Runde, Gruppe 2: mit vier Siegen (Rang 4) für die Halbfinalkämpfe qualifiziert
Halbfinale, Gruppe 3: mit zwei Siegen (Rang 4) nicht für das Finale qualifiziert

- Ilie Tudor
1. Runde, Gruppe 6: mit fünf Siegen (Rang 1) für die 2. Runde qualifiziert
2. Runde, Gruppe 3: mit fünf Siegen (Rang 3) für die Halbfinalkämpfe qualifiziert
Halbfinale, Gruppe 1: ohne Sieg (Rang 7) nicht für das Finale qualifiziert

Säbel Mannschaft
- Mihai Kokossy, Ion Santo, Adalbert Gurath und Ilie Tudor
1. Runde, Gruppe 1: mit einem Unentschieden (Rang 3) nicht für die 2. Runde qualifiziert
5:11-Niederlage gegen  Frankreich / Andrei Vîlcea (2), Ilie Tudor (2), Mihai Kokossy (1)
8:8-Unentschieden gegen  Polen / Andrei Vîlcea (3), Ion Santo (3), Ilie Tudor (1), Mihai Kokossy (1)

### Fußball
- Valeriu Călinoiu, Zoltan Farmati, Eugen Iordache, Iosif Kovács, Titus Ozon, Tudor Paraschiva, Iosif Petschovski, Gavril Serfőző, Ion Suru, Ion Voinescu und Vasile Zavoda
Vorrundenspiel am 15. Juli in Turku vor 10.588 Zuschauern: 1:2 (0:1)-Niederlage gegen  Ungarn
Troschütze: Ion Suru, 1:2, 86. min

### Gewichtheben
Bantamgewicht (bis 56 kg)
- Alexandru Cosma (55,95 kg)
Finale: 70,0 kg, ohne Platzierung
Militärpresse: 70,0 kg / 70,0 kg / 70,0 kg
Reißen: 70,0 kg / 77,5 kg / –
Stoßen: 100,0 kg / 105,0 kg / –

Mittelgewicht (bis 75 kg)
- Ilie Enciu (74,30 kg)
Finale: 322,5 kg, Rang 18
Militärpresse: 97,5 kg / 97,5 kg / 102,5 kg
Reißen: 92,5 kg / 97,5 kg / 100,0 kg
Stoßen: 122,5 kg / 127,5 kg / 130,0 kg

Halbschwergewicht (bis 82,5 kg)
- Ilie Dancea (82,45 kg)
Finale: 330,0 kg, Rang 18
Militärpresse: 90,0 kg / 95,0 kg / 97,5 kg
Reißen: 102,5 kg / 102,5 kg / 107,5 kg
Stoßen: 127,5 kg / 132,5 kg / 132,5 kg

Mittelschwergewicht (bis 90 kg)
- Gheorghe Pițicaru (89,95 kg)
Finale: 330,0 kg, Rang 16
Militärpresse: 90,0 kg / 95,0 kg / 97,5 kg
Reißen: 97,5 kg / 102,5 kg / 102,5 kg
Stoßen: 127,5 kg / 132,5 kg / 135,0 kg

### Leichtathletik

#### Männer
Marathon
- Cristea Dinu
2:39:42,2 h (+16:39,0 min), Rang 31

- Constantin Radu
Rennen nicht beendet

- Vasile Teodosiu
2:46:00,8 h (+22:57,6 min), Rang 41

50 km Gehen
- Ion Baboie
4:41:52,8 h (+13:03,0 min), Rang 8

- Dumitru Paraschivescu
4:41:05,2 h (+12:57,4 min) , Rang 7

3000 m Hindernis
- Victor Firea
Vorläufe: in Lauf 1 (Rang 9) mit 9:29,2 min (handgestoppt) nicht für das Finale qualifiziert

Hochsprung
- Ioan Soter
Qualifikation, Gruppe B: 1,87 m, Rang 1, für das Finale qualifiziert
Finale: 1,95 m, Rang 6
1,70 m: ausgelassen
1,80 m: ausgelassen
1,90 m: im ersten Versuch übersprungen
1,95 m: im zweiten Versuch übersprungen
1,98 m: drei ungültige Sprünge

Stabhochsprung
- Zeno Dragomir
Qualifikation, Gruppe A: 4,00 m, Rang 1, für das Finale qualifiziert
Finale: 3,80 m, Rang 18
3,60 m: ausgelassen
3,80 m: im zweiten Versuch übersprungen
3,95 m: drei ungültige Sprünge

Hammerwurf
- Constantin Dumitru
Qualifikation, Gruppe B: 50,92 m, Rang 6, für das Finale qualifiziert
Finale: 52,77 m, Rang 12
1. Sprung: 52,77 m
2. Sprung: ungültig
3. Sprung: 50,62 m; nicht für das Finale der besten sechs Werfer qualifiziert

#### Frauen
100 m
- Emma Konrad
Vorläufe: in Lauf 9 (Rang 4) mit 13,0 s (handgestoppt) bzw. 13,10 s (elektronisch) nicht für die Viertelfinalläufe qualifiziert

- Alexandra Sicoe
Vorläufe: in Lauf 4 (Rang 4) mit 12,8 s (handgestoppt) bzw. 12,93 s (elektronisch) nicht für die Viertelfinalläufe qualifiziert

200 m
- Emma Konrad
Vorläufe: in Lauf 2 (Rang 6) mit 25,8 s (handgestoppt) bzw. 26,04 s (elektronisch) nicht für die Halbfinalläufe qualifiziert

- Alexandra Sicoe
Vorläufe: in Lau5 2 (Rang 3) mit 25,6 s (handgestoppt) bzw. 25,82 s (elektronisch) nicht für die Halbfinalläufe qualifiziert

Diskuswurf
- Lia Manoliu
Qualifikation: 37,58 m, Rang 13, für das Finale qualifiziert
Finale: 42,65 m, Rang 6
1. Wurf: 41,57 m
2. Wurf: 42,65 m
3. Wurf: 41,48 m; für das Finale der besten sechs Werferinnen qualifiziert
4. Wurf: 36,05 m
5. Wurf: 41,21 m
6. Wurf: 40,79 m

### Radsport
Sprint
- Ion Ioniță
1. Runde: in Lauf 6 (Rang 3) nicht direkt für die Viertelfinalläufe qualifiziert
1. Runde, Hoffnungsläufe: in Lauf 4 (Rang 5) nicht für die Viertelfinalläufe qualifiziert

1000 m Zeitfahren
- Ion Ioniță
1:14,4 min (+ 3,3 s), Rang 7

Straßenrennen (190,4 km), Einzelwertung
- Victor Georgescu
5:24:27,5 h, Rang 44

- Marin Niculescu
5:23:34,1 h, Rang 41

- Petre Nuță
Rennen nicht beendet

- Constantin Stănescu
5:20:01,4 h, Rang 29

Straßenrennen (190,4 km) Mannschaftswertung
- Victor Georgescu, Marin Niculescu und Constantin Stănescu
16:08:03,0 h, Rang 12

### Reiten
Springreiten Einzel
- Gheorghe Antohi auf Haimana
Finale: 38,25 Punkte, Rang 39
1. Durchgang: 16,00 Punkte
2. Durchgang: 22,25 Punkte

- Ion Constantin auf Vagabond
Finale: 103,00 Punkte, Rang 48
1. Durchgang: 70,00 Punkte
2. Durchgang: 33,00 Punkte

- Ion Jipa auf Troika
Finale: 39,00 Punkte, Rang 40
1. Durchgang: 8,00 Punkte
2. Durchgang: 31,00 Punkte

Springreiten Mannschaft
- Gheorghe Antohi auf Haimana, Ion Constantin auf Vagabond und Ion Jipa auf Troika
Finale: 108,25 Punkte, Rang 13

Vielseitigkeit Einzel
- Petre Andreanu auf Ciurlan
−182,00 Punkte, Rang 55

- Nicolae Mihalcea auf Ghibelin
−145,20 Punkte, Rang 30

- Mihai Timu auf Cornet
−171,66 Punkte, Rang 46

### Ringen
- Marin Belușica
- Dumitru Cuc
- Ovidiu Forai
- Francisc Horvath
- Dumitru Pîrvulescu
- Ion Popescu
- Alexandru Șuli

### Rudern
- Iosif Bergesz
- Milivoi Iancovici
- Ștefan Konyelicska
- Gheorghe Măcinic
- Ion Niga
- Ștefan Pongratz
- Alexandru Rotaru
- Ştefan Somogy
- Ion Vlăduț

### Schießen
- Iosif Sîrbu, Gold
- Gheorghe Lichiardopol, Bronze
- Penait Calcai
- Petre Cișmigu

### Schwimmen
100 m Freistil
- Iosif Novac
Vorläufe: in Lauf 1 (Rang 3) mit 1:00,5 min nicht für die Halbfinalläufe qualifiziert

### Turnen

#### Männer
Einzelmehrkampf
| Rang | Name             | Punkte (Platz) je Disziplin | Punkte (Platz) je Disziplin | Punkte (Platz) je Disziplin | Punkte (Platz) je Disziplin | Punkte (Platz) je Disziplin | Punkte (Platz) je Disziplin | Punkte total |
| Rang | Name             | Boden                       | Sprung                      | Barren                      | Reck                        | Ringe                       | Pferd                       | Punkte total |
| ---- | ---------------- | --------------------------- | --------------------------- | --------------------------- | --------------------------- | --------------------------- | --------------------------- | ------------ |
| 71   | Friedrich Orendi | 17,20                       | 17,40                       | 18,00                       | 18,20                       | 17,45                       | 16,80                       | 105,05       |
| 72   | Andrei Kerekeș   | 17,70                       | 17,60                       | 16,60                       | 16,95                       | 18,30                       | 17,80                       | 104,95       |
| 124  | Mihai Botez      | 16,45                       | 15,50                       | 17,85                       | 13,65                       | 18,50                       | 16,25                       | 98,20        |
| 157  | Francisc Cociș   | 16,80                       | 17,35                       | 14,45                       | 11,50                       | 16,65                       | 12,05                       | 88,80        |
| 161  | Eugen Balint     | 16,45                       | 14,95                       | 15,95                       | 11,25                       | 16,00                       | 14,00                       | 88,60        |
| 165  | Carol Bedö       | 17,90                       | 17,50                       | 15,25                       | 7,25                        | 14,70                       | 14,60                       | 87,20        |
| 170  | Zoltán Balogh    | 16,00                       | 16,65                       | 15,80                       | 6,75                        | 16,80                       | 13,75                       | 85,75        |
| 172  | Aurel Loșniță    | 15,20                       | 17,55                       | 15,50                       | 11,40                       | 16,70                       | 9,25                        | 85,60        |

Mannschaftsmehrkampf
- Friedrich Orendi, Andrei Kerekeş, Mihai Botez, Francisc Cociş, Eugen Balint, Carol Bedö, Zoltan Balogh und Aurel Loşniţă
Finale: 499,85 Punkte, Rang 20

#### Frauen
Einzelmehrkampf
| Rang | Name                | Punkte (Platz) je Disziplin | Punkte (Platz) je Disziplin | Punkte (Platz) je Disziplin | Punkte (Platz) je Disziplin | Punkte total |
| Rang | Name                | Boden                       | Sprung                      | Schwebebalken               | Stufenbarren                | Punkte total |
| ---- | ------------------- | --------------------------- | --------------------------- | --------------------------- | --------------------------- | ------------ |
| 25   | Stela Perin         | 18,13 (23)                  | 18,43 (20)                  | 17,36 (58)                  | 17,93 (32)                  | 71,85        |
| 52   | Olga Göllner        | 17,56                       | 16,53                       | 17,86 (30)                  | 18,12 (24)                  | 70,07        |
| 58   | Ileana Gyarfaș      | 17,56                       | 17,26                       | 17,13                       | 17,66 (39)                  | 69,61        |
| 68   | Olga Munteanu       | 17,66                       | 16,22                       | 17,76 (38)                  | 17,36                       | 69,00        |
| 79   | Helga Bîrsan        | 17,16                       | 17,32                       | 16,26                       | 17,26                       | 68,00        |
| 85   | Eveline Slavici     | 17,02                       | 17,76                       | 17,09                       | 15,86                       | 67,73        |
| 117  | Elisabeta Abrudeanu | 16,33                       | 17,32                       | 16,09                       | 13,99                       | 63,73        |
| 132  | Teofila Băiașu      | 16,83                       | 8,26                        | 17,26                       | 17,16                       | 59,51        |

Mannschaftsmehrkampf
- Stela Perin, Olga Göllner, Ileana Gyarfaş, Olga Munteanu, Helga Bîrsan, Eveline Slavici, Elisabeta Abrudeanu und Teofila Băiaşu
Finale: 463,08 Punkte, Rang 9
Gruppengymnastik: 66,80 Punkte, Rang 12
Pflicht: 209,15 Punkte, Rang 8
Kür: 207,11 Punkte, Rang 9

### Wasserball
- Zoltan Hospodar, Adalbert Iordache, Octavian Iosim, Atila Kelemen, Zoltan Norman, Arcadie Sarcadi, Francisc Șimon und Gavrila Törok
1. Qualifikationsrunde: 4:8 (1:4)-Niederlage gegen die  BR Deutschland
2. Qualifikationsrunde: 3:6 (1:2)-Niederlage gegen die  Vereinigten Staaten